# Union Sportive de Ouagadougou
L'Union Sportive de Ouagadougou è una società calcistica burkinabé di Ouagadougou che milita nella Burkinabé Premier League.
Fondato nel 1961, il club nella sua storia ha vinto due scudetti e una coppa nazionale.

## Palmarès

### Competizioni nazionali
- Campionato del Burkina Faso: 2

1967, 1983
- Coupe du Faso: 1

2005

### Altri piazzamenti
- Campionato del Burkina Faso:

Secondo posto: 2004-2005
Terzo posto: 2013, 2015-2016

## Rosa
| N. |                         | Ruolo | Calciatore          |
| -- | ----------------------- | ----- | ------------------- |
|    | Niger (bandiera)        | D     | Zakari Yaou Illa    |
|    | Burkina Faso (bandiera) | D     | Idrissa Konaté      |
|    | Burkina Faso (bandiera) | C     | Ibrahim Dermé       |
|    | Burkina Faso (bandiera) | A     | Hermann Ouédraogo   |
|    | Burkina Faso (bandiera) | A     | Hugues-Wilfried Dah |

## Stadio
Il club gioca le gare casalinghe allo Stade Municipal che ha una capacità di 15000 posti a sedere.